# Oude parochiekerk Waubach
De oude parochiekerk Waubach is een kerkgebouw in Waubach in de gemeente Landgraaf in de Nederlandse provincie Limburg. De voormalige rooms-katholieke kerk staat op een hoogte (kerkheuvel) aan de Kerkberg.

## Geschiedenis
In 1706 werd op deze plek een kapel gebouwd. In 1810 - 1818 volgens de gevelsteen - werd de kapel verbouwd tot parochiekerk.
In 1877 werd de oude parochiekerk gesloten toen de nieuwe Sint-Jozefkerk de functie van parochiekerk overnam. De oude parochiekerk was te klein geworden.
Sinds 1967 is het kerkgebouw een rijksmonument. In 1988 werd het gebouw verbouwd tot theater en sindsdien huisvest het Theater Landgraaf.

## Beschrijving
De georiënteerde bakstenen kerk bestaat uit een lage westtoren met tentdak en een schip.